# 김임순
김임순(1925년 3월 20일 ~ )는 대한민국의 사회복지사이며, 사회복지법인 거제도애광원의 지적장애인시설 애광원 원장으로 1952년부터 현재까지 전쟁 고아 및 지적, 중증장애인들을 위해 헌신하는 복지인으로써 1989년 막사이사이상 수상금을 기초로 거제애광학교(특수학교)를 신축하였고, 1994년 호암상 수상금을 기초로장애인 공동생활가정 성빈마을 건립, 이후에도 장애인들의 정서 안정을 위해 원예 치료실과 심리 운동치료실을 만들었으며, 2002년 장애인들의 건강  증진을 위한 실내체육관 뱀부홀을 건축함은 물론 애광원의 거주인들 뿐만 아니라 지역사회 재가 장애인들을 포함하여 그들의 교육과 재활치료의 기틀을 마련하는데 기여한 인물이다.

## 학력
- 1944년 3월 대한민국 김천고등여학교 졸업
- 1949년 7월 대한민국 이화여자대학교 가정대학 졸업
- 2010년 10월 대한민국 한신대학교 명예 문학 박사 수여

## 공적
- 1952.11 ~ 1978 애광영아원 창설 및 운영
- 1958 ~ 1974 애광직업보도소 개설 및 직업교육 제공
- 1963 ~ 1972 농촌진흥위원회 위원으로 경남지역 농촌진흥노력
- 1967 ~ 1980 국제교유 및 봉사활동 터전 제공 (애광 유스호스텔 설립)
- 1969 ~ 1973 경남도정 자문위원 역임
- 1970 ~ 1974 청소년 대상 기술교육 실시 (애광기술학교 개설)
- 1970 ~ 현재 유아교육 실시(애광탁아소 설립 / 現 옥수어린이집)
- 1971 ~ 1977 거제기독병원 개설로 지역민 건강증진 노력
- 1974 ~ 1991 19년간 거제여성단체협의회장 역임
- 1978 ~ 현재 지적장애인거주시설 애광원 설립 및 운영
- 1980 ~ 현재 특수학교 거제애광학교 설립 및 독일 프뢰벨학교와 자매결연
- 1981 ~ 현재 미주후원회 결성 및 후원
- 1986 ~ 현재 중증장애인 거주시설 민들레집 개설 / 증증장애인 요양 및 치료
- 1988 ~ 현재 장애인 보호작업장 장애인직업재활시설 애빈 개설
- 1988 ~ 현재 가정법률상담소 거제지부 개설
  - 故이태영 박사의 협력으로 한국가정법률상담소 거제지부 개설
- 1993 ~ 현재 일본과 문화교류
- 1994 ~ 2009 지역사회 지도자
  - 1994년 거제경실련 상임고문, 1995년 거제환경운동연합회, 거제기독교 실천연합회 공동대표,
  - 1996년 거제개발정책 자문위원 2009년 거제시 지역복지협의체의 대표위원 역임
- 2002 ~ 현재 전문적 원예치료 공간 풍차언덕 및 윈드밀테라스 마련
- 2003 ~ 현재 중증장애인 심리운동치료실 건축하여 치료공간을 확보
- 2004 ~ 현재 장애인 실내체육곤간 마련 (효종관)하여 각종행사 및 지역주민과 교류의 장으로 활용
- 2010 ~ 현재  장애인재활지원센터 BC카드하우스 건축하여, 상담실, 역사실, 전시실, 작업실로 활용

## 수상 내역
- 1970.  8. 국민훈장 석류장 사회복지부문 / 시행청: 대한민국
- 1979.  7. 아산사회복지재단 1회 공로상 / 주관: 아산사회복지재단
- 1983. 10. 대한적십자사 박애장 은장 / 주관: 대한적십자사
- 1989.  8. 막사이사이상 사회지도부문 인권, 지역사회지도부문 / 시행청: 막사이사이재단
- 1991.  4. 정신지체인 애호대상 / 시행청: 한국정신지체인협회
- 1994.  4. 호암상 사회봉사무문  / 시행청 : 삼성호암재단
- 1995. 12. 국민훈장 모란장 인권옹호 & 사회복지부문 / 시행청: 대한민국
- 1997.  5. 제3회 자랑스러운 이화인상 수상 / 주관: 이화여자대학교
- 1998. 10. 경남을 빛낸 여성상 사회복지부문 / 시행청: 경상남도
- 2006. 12. 경남교육감상 / 주관: 경상남도 교육청
- 2007.  3. 제6회 유관순상 사회복지부문 / 시행청: 유관순상위원회
- 2012.  9. 보건복지부장관상 수상 사회복지부문  / 시행청: 보건복지부
- 2012.  9. Good Neighbor 's award / 주관: 주한미해군
- 2023. 10. 거제시민상 사회복지지역안정부문 / 시행청: 거제시